# Ernst Franz August Münzenberger

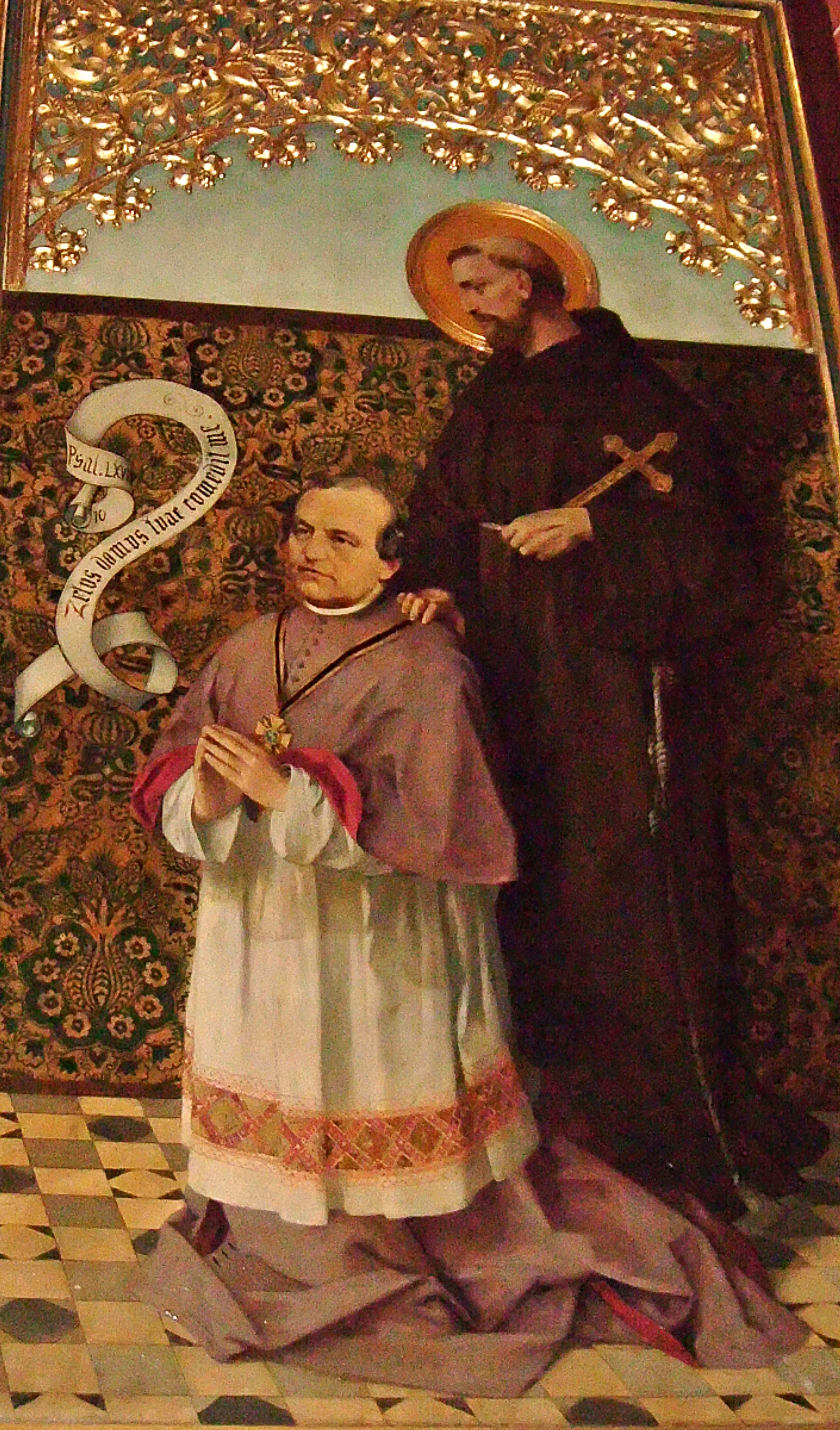
Pfarrer Münzenberger auf einem Altarbild von Heinrich Nüttgens, Kaiserdom St. Bartholomäus, Frankfurt

Ernst Franz August Münzenberger (* 1. Juni 1833 in Düsseldorf; † 22. Dezember 1890 in Frankfurt am Main) war ein katholischer Priester. Er war von 1870 bis 1890 Stadtpfarrer von Frankfurt am Main.

## Leben
Ernst Münzenberger war Sohn des Düsseldorfer Zeichenlehrers und Kunsthändlers Georg Münzenberger und dessen Ehefrau Franziska Wilhelmine, geborene Reckum. Er studierte Theologie in Münster, Tübingen und Bonn. 1855 trat er in Köln in das Priesterseminar ein und wurde 1856 zum Priester geweiht.
Als Kaplan in Kettwig siedelte er dort die Dernbacher Schwestern an. Zusammen mit deren Superior Johann Jakob Wittayer (1819–1881) betrieb er die Errichtung einer eigenen Provinzialverwaltung in Düsseldorf-Bilk und erhielt anschließend eine Pfarrstelle in Düsseldorf. Ziel war es, Schwestern für Lehrberufe auszubilden, um das katholische Schulwesen zu stärken. Damit reagierte die Kirche auf die vom Herzog von Nassau gewünschten Simultanschule und die Versuche, den Schwestern das Lehrerinnenexamen im Herzogtum Nassau zu verwehren. Als examinierte Kräfte konnten sie jedoch im Herzogtum Lehraufgaben übernehmen. 1867 gründete Münzenberger das Düsseldorfer Sonntags-Blatt (1867–71, ab 1871 fortgeführt als Düsseldorfer Volksblatt), das 1868 von Kaplan Dr. Hermann Josef Schmitz zusammen mit Jakob Prell übernommen wurde. Die Zeitung sollte sich ab 1875 unter der Leitung von Eduard Hüsgen zum Organ der Zentrumspartei in Düsseldorf entwickeln.
Er verließ seine Düsseldorfer Position und siedelte sich mit Erlaubnis des Kölner Kardinals Erzbischof Johannes von Geissel und des Limburger Bischofs Peter Joseph Blum in Dernbach an. Dies war nur als Beurlaubung geplant und von ihm auch so begründet. Es erwies sich jedoch als Übertritt in die Dienste des Bistums Limburg. In Dernbach ließ er seinen ersten Kirchenbau in der Diözese Limburg errichten, die Klosterkirche der Schwestern. Er assistierte dem Superior und fungierte als Hausgeistlicher im Mutterhaus der Kongregation Arme Dienstmägde Jesu Christi.
In der Folge wurde er Leiter des Priesterseminars in Limburg und 1870 Stadtpfarrer in Frankfurt am Main. Damit war auch die Mitgliedschaft im Limburger Domkapitel verbunden. In seine Frankfurter Amtszeit fiel der Wiederaufbau des 1867 niedergebrannten Doms. Münzenberger setzte sich für eine möglichst weitgehende Wiederherstellung des mittelalterlichen Domes ein. Dadurch geriet er in einen Konflikt mit dem Dombaumeister Franz Josef Denzinger, der den Wiederaufbau leitete und ein entschiedener Vertreter der Neugotik war. Dies zeigte sich insbesondere bei der Umgestaltung des Kreuzganges und des Langhauses. Einige Quellen geben an, dass die Stadt als Eigentümerin des Domes Münzenberger das Betreten der Baustelle verboten habe.
Münzenberger konzentrierte sich in der Folge auf die innere Ausstattung des Domes. Dort, auf der Innenseite des rechten Flügels des Annenaltars, findet sich auch sein Porträt. Er erscheint in Form eines mittelalterlichen Stifters, gemalt von dem, aus der Düsseldorfer Akademie entstammenden Nazarener-Künstler Heinrich Nüttgens.
Bereits seit seiner Priesterweihe hatte er seine Kontakte genutzt, um historische Altäre und andere religiöse Kunstwerke zu erwerben, zu „restaurieren“ und wieder in den liturgischen Dienst zu stellen. Dabei kam es auch zu Zusammenstellungen, bzw. Erweiterungen ursprünglicher Kunstwerke. Für dieses Tun wurde u. a. der Kunststil der Nazarener benutzt, als der die Epochen übergreifend verbindende christliche Kunststil. Dieses wiederum förderte die Ausbreitung dieses Stils. Für den Frankfurter Dom erwarb er sechs gotische Altäre. Kunstwerke aus seiner Sammlung finden sich noch heute in zahlreichen Kirchen. Ein Beispiel dafür ist der Hochaltar in St. Josef in Frankfurt-Bornheim und verschiedene Altäre in der Pfarrkirche St. Bartholomäus in Mörlenbach im südlichen Odenwald.
Darüber hinaus war Münzenberger vor allem in den ländlichen Diasporaregionen des Bistums aktiv. Dort schuf er in seiner Funktion als Präsident des Bonifatiuswerks im Bistum (ab 1869) zahlreiche Missionsstationen, die eine seelsorgerische und soziale Betreuung der Katholiken oft überhaupt erst möglich machten.
Münzenberger verfasste zahlreiche theologische und kunstgeschichtliche Schriften, darunter ab 1885 ein Standardwerk der Kunstgeschichte: Zur Kenntnis und Würdigung der mittelalterlichen Altäre Deutschlands. Ein Beitrag zur vaterländischen Kunst, Bd. I, 1885; Bd. II (fortgesetzt von Stefan Beissel S.J.) 1905, meist zitiert als Münzenberger-Beissel. 1870 gab er in Limburg den Anstoß zur Gründung der katholisch ausgerichteten Regionalzeitung Nassauer Bote.
Er starb am 22. Dezember 1890 in Frankfurt am Main und wurde auf dem dortigen Hauptfriedhof beigesetzt. Nach Münzenberger sind eine Straße im Frankfurter Nordend sowie das Altenpflegeheim Pfarrer-Münzenberger-Haus in Eschersheim benannt.

## Werke
- Die Kirchengesetzgebung der französischen Revolution vom Jahre 1790. Woerl, Würzburg 1877 (= Katholische Studien 3,2).
- Das Frankfurter und Magdeburger Beichtbüchlein und das Buch „Vom sterbenden Menschen“. Ein Beitrag zur Kenntniss der religiösen mittelalterlichen Volksliteratur. Franz Kirchheim, Mainz 1880.
- Die Entwicklung des Frankfurter Schulwesens im letzten Jahrzehnt. Fösser, Frankfurt a. M. 1880.
- Zur Kenntniss und Würdigung der mittelalterlichen Altäre Deutschlands. Anfänge und Entwicklung des gothischen Flügelaltares zunächst in Norddeutschland. 2 Bände. Fösser, Frankfurt a. M. 1890, 1905, Digitalisat
- Afrika und der Mohammedanismus. Fösser, Frankfurt a. M. 1889.
- Abessinien und seine Bedeutung für unsere Zeit. Aus dem Nachlasse von E. F. A. Münzenberger. Hrsg. v. Joseph Spillmann S.J. Herder, Freiburg i. Br. 1892 archive.org.